# 2018 v dopravě
Tento článek obsahuje seznam událostí souvisejících s dopravou, které proběhly roku 2018.

## Únor
- 4. února

 Pražská integrovaná doprava byla rozšířena na železnici do Rakovníka a dalších západních části Středočeského kraje.

## Květen
- 3. května

 Na trati 194 nedaleko stanice Křemže se čelně srazily dva osobní vlaky společnosti GW Train Regio, 14 cestujících bylo zraněno.

## Srpen
- 10. srpna

 Byl ukončen pravidelný provoz elektrických jednotek 451. V den slavnostního ukončení provozu jezdila na městské lince v Praze poslední provozovaná souprava 451.025/026 a k ní se připojila muzejní souprava 451.045/046, obě soupravy následujícího dne společně odjely do Chomutova, kde byla 451.025/026 předána do depozitáře NTM. 

## Září
- 25. září

 Do provozu byl uveden úsek Tel Aviv – Ben Gurionovo letiště vysokorychlostní trati Tel Aviv – Jeruzalém.

## Říjen
- 1. října

 Do Pražské integrované dopravy byly integrovány všechny zbývající železniční stanice ve Středočeském kraji, PID má nyní 9 pásem.
- 23. října

 V Čínské lidové republice byl otevřen 55 km dlouhý most Hongkong–Ču-chaj–Macao.

## Listopad
- 15. listopadu/16. listopadu

 V jižním tubusu Ejpovického tunelu byl zahájen provoz, tento tunel se stal nejdelším provozovaným železničním tunelem v České republice (První vlak projel tunelem již 15., slavnostní otevření bylo 16., 17. pak byl ukončen provoz na původním úseku Chrást u Plzně – Plzeň-Doubravka).

## Prosinec
- 7. prosince

 V severním tubusu Ejpovického tunelu byl zahájen provoz, čímž byla dokončena modernizace úseku Rokycany – Plzeň trati Železniční trať Praha – Plzeň a jízdní doba mezi Prahou a Plzní se zkrátila o 9 minut.
- 9. prosince

 Provoz osobních vlaků na městské lince z Prahy-Hostivaře do Roztok u Prahy převzala společnost ARRIVA vlaky, linka změnila číslo z S41 na S49 a nově je provozována v úseku Praha-Hostivař – Praha-Libeň i v pracovní dny.
- 13. prosince

 Na Čtvrtém železničním tranzitním koridoru na trati 220 na České Sibiři byla zahájena ražba tunelu Deboreč v rámci modernizace úsek Sudoměřice u Tábora – Votice. Tunel je ražen novou rakouskou tunelovací metodou.